# Haimbachia diminutalis
Haimbachia diminutalis é uma espécie de mariposa pertencente à família Crambidae. Foi descrita pela primeira vez por Capps em 1965.  Pode-se encontrar na América do Norte, onde há registos da sua ocorência no Oklahoma e no Texas.
Tem uma envergadura de cerca de 16 mm. Os insetos adultos, com asas, são observados em maio, julho e outubro.